# 雷·邓洛普
雷·邓洛普（英語：Ray Dunlop，1904年或1905年—1974年12月27日），澳大利亚男子网球运动员。他曾联同查尔斯·多诺霍获得1931年澳大利亚网球公开赛男子双打冠军。